# Magyarország növényzete

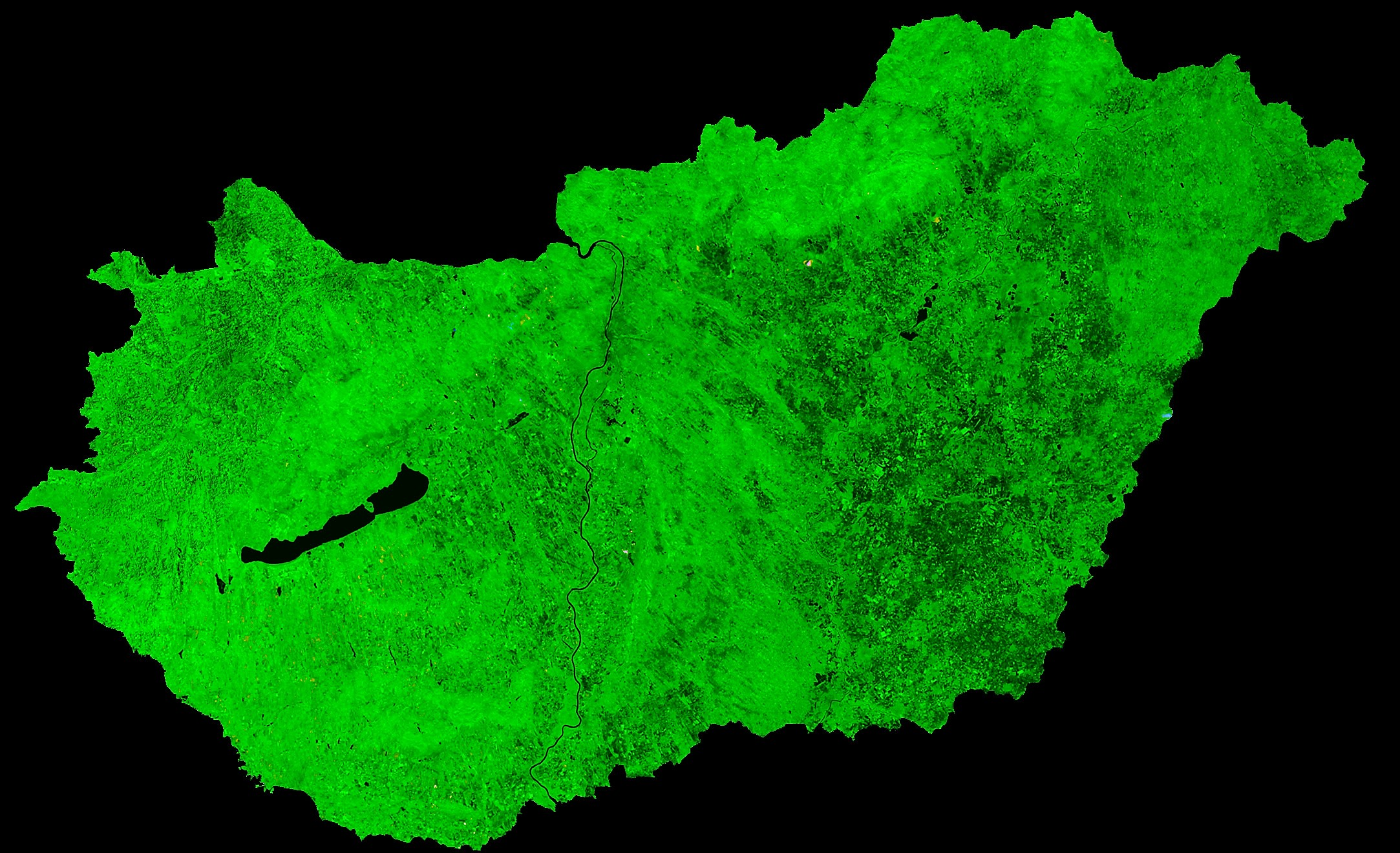
Magyarország zöld műholdképe

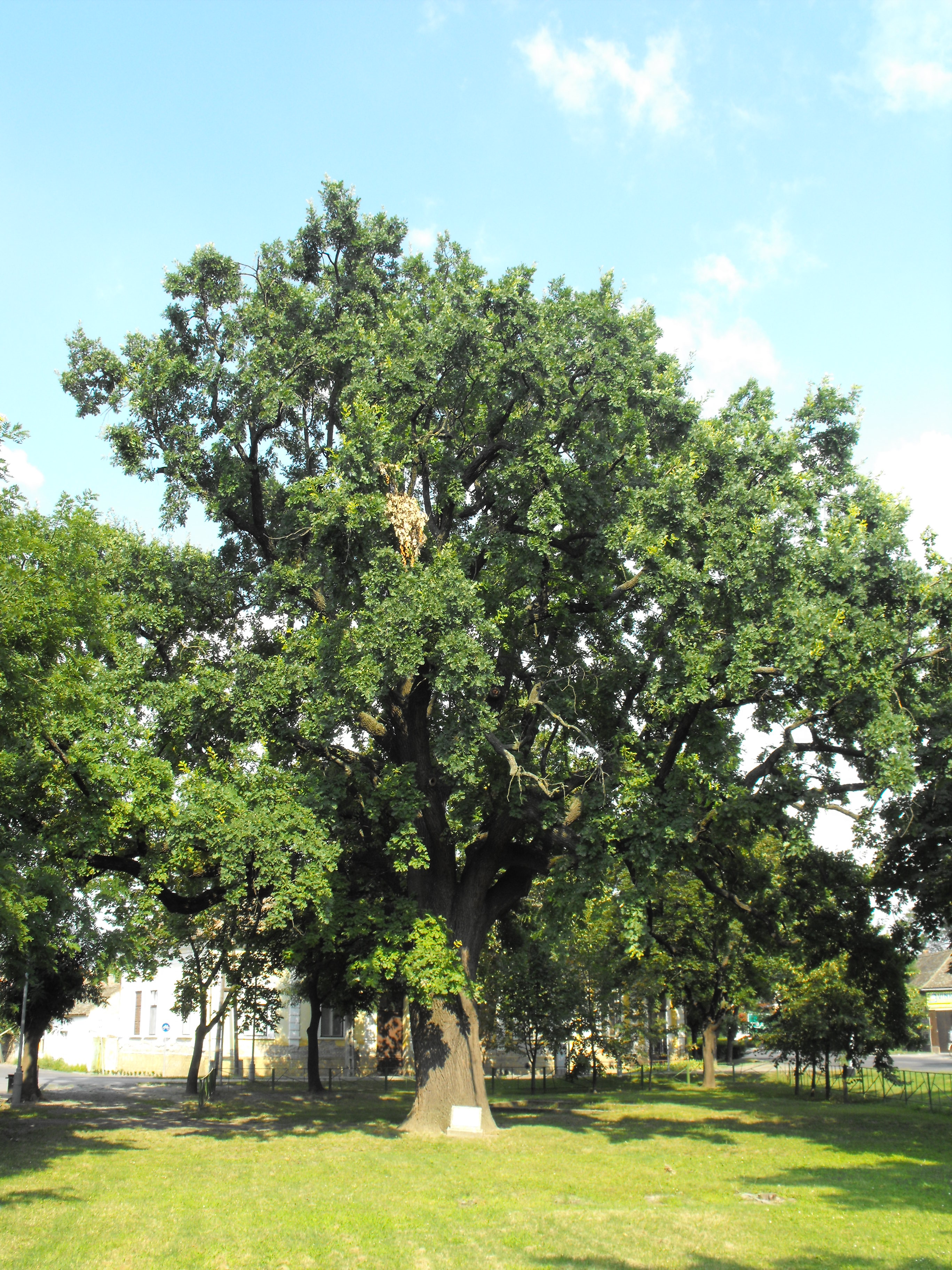
A Juhász Gyula-emlékfa Makón

Szinte Magyarország egész területe a Pannonicum flóratartomány belső részére esik; a flóratartomány határain kívülre csak kis, határszéli területei terjeszkednek.
A Pannonicum növényvilága meglehetősen gazdag, mivel:
- több, karakteres és egymástól markánsan különböző flóratartomány között helyezkedik el;
- földtörténeti közelmúltjában egymástól erősen különböző éghajlatú szakaszok váltakoztak.

Magyarországról közel háromezer növényfajt írtak le; ebből mintegy 2350 a virágos növény. A Kárpát-medence növényzetének kialakulását (a harmadkortól napjainkig) a Pannonicum leírásánál ismertetjük.

## A Kárpát-medence flóráját befolyásoló éghajlati hatások
- Szubatlanti hatás: Nyugat-Európa felől érkezik, tehát főleg a Nyugat-Dunántúlon (Kemeneshát, Vasi-Hegyhát, Őrség, Göcsej) és a Kisalföld nyugati részén számottevő, de nem érvényesül az ország legnyugatibb részein (Soproni-hegység, Kőszegi-hegység, Vendvidék), ahonnan az Alpok hegyláncai elterelik a szubatlanti légtömegeket.

- Kelet-alpi hatás: a Keleti-Alpok felől érkezik; ez uralja a Soproni-hegység, a Kőszegi-hegység és a Vendvidék éghajlatát. Éppen ezért ezt a három kistájat az alpi flóratartomány Noricum flóravidékébe soroljuk.

- Északi (boreális) hatás: Az északi tajgazóna felől érkezik, és így főleg az Északi-középhegység hegyvidéki tájain (Zempléni-hegység, Bükk-vidék, Mátra, Börzsöny) érvényesül, de alárendelten a Soproni-hegység, a Kőszegi-hegység és a Vendvidék éghajlatát, növényzetét is befolyásolja.

- Kárpáti hatás: Az Északi-Kárpátok felől érkezik, és az Északi-középhegységben (Zempléni-hegység, Aggteleki-karszt, Bükk-vidék, Mátra, Börzsöny), valamint a Bereg-Szatmári-síkon érezteti hatását.

- Kontinentális hatás: Keletről érkezik; főképp a Nagyalföld, kisebbrészt a Kisalföld keleti fele és az Északi-középhegység éghajlatát, növényzetét befolyásolja.

- Pontusi hatás: Az ukrán és dél-orosz sztyeppek felől, délkeletről érkezik, így leginkább az Alföld délkeleti részén (a Tisza-Maros-Körös közén) érvényesül.

- Szubmediterrán hatás: A Földközi-tenger felől, délről érkezik. Leginkább a Dél-Dunántúlon észlelhető, de a Dunántúli-középhegységben és a Duna–Tisza köze déli részén is kimutatható.

- Nyugat-balkáni (illír) hatás: A Balkán-félsziget nyugati részéről érkezik, és leginkább a Zalai-dombságon érvényesül.

## Flóraelemek típusonként

### Kozmopolita elemek
Ilyen a Magyarországon élő növényfajok 6,3%-a.
- A törzsfejlődés során régen kialakult fajok:
  - saspáfrány (Pteridium aquilinum),
  - mezei zsurló (Equisetum arvense);

- Világszerte hasonló, vízi környezetben élő fajok:
  - kis békalencse (Lemna minor),
  - nád (Phragmites australis).

### Cirkumboreáliselemek
Ilyen a Magyarországon élő növényfajok 8,1%-a.
- erdei gyömbérgyökér (Geum urbanum),
- fekete áfonya (Vaccinium myrtillus),
- közönséges boróka (Juniperus communis).

### Eurázsiaielemek
Ilyen a Magyarországon élő növényfajok 22,6%-a.
- közönséges nyír (Betula pendula),
- erdei fenyő (Pinus sylvestris)
- réti boglárka (Ranunculus acris)

### Európaielemek
- Valódi európai elemek (ilyen a Magyarországon élő növényfajok 8,5%-a):
  - mogyoró (Corylus avellana),
  - kocsányos tölgy (Quercus robur),
  - lucfenyő (Picea abies).

- Közép-európai elemek (ilyen a Magyarországon élő növényfajok 12%-a):

- - korai juhar (Acer platanoides)
  - bükk (Fagus sylvatica)
  - kocsánytalan tölgy (Quercus petraea)
  - gyertyán (Carpinus betulus)

### Kontinentáliselemek
Ilyen a Magyarországon élő növényfajok 14,6%-a.
- Eurázsiai kontinentális elemek:
  - lappangó sás (Carex humilis),
  - pusztai árvalányhaj (Stipa joannis),
  - tavaszi hérics (Adonis vernalis),
  - törpe mandula (Amygdalus nana).

- Pontusi elemek:
  - sárga len (Linum flavum),
  - tátorján (Crambe tataria).

- Turáni elemek:
  - pozsgás zsázsa (Lepidium cartilagineum = L. crassifolium),
  - pamacslaboda (Krascheninnikovia ceratoides, syn. Eurotia ceratoides),
  - heverő seprőfű (Kochia prostrata),
  - homoki ballagófű (Salsola kali).

### Szubmediterránelemek
Ilyen a Magyarországon élő növényfajok 13,2%-a.
- Valódi szubmediterrán elemek:
  - gesztenye (Castanea sativa),
  - húsos som (Cornus mas),
  - molyhos tölgy (Quercus pubescens).

- Szubmediterrán-középeurópai elemek:
  - naprózsa (Fumana procumbens),
  - pukkanó dudafürt (Colutea arborescens).

- Pontusi-szubmediterrán elemek:
  - sárga cserszömörce (Cotinus coggygria),
  - sajmeggy (Cerasus mahaleb).

- Nyugat-szubmediterrán elemek:
  - hármaslevelű szellőrózsa (Anemone trifolia).

- Kelet-szubmediterrán elemek:
  - szarvas bangó (Ophrys cornuta).

- Szubatlanti-szubmediterrán elemek:

- - pirítógyökér (Tamus communis),
  - szúrós csodabogyó (Ruscus aculeatus),
  - sallangvirág (Himantoglossum hirsutum agg.),

### Balkánielemek
Ilyen a Magyarországon élő növényfajok 2,6%-a.
- Valódi balkáni elemek:
  - ezüst hárs (Tilia tomentosa).

- Kelet-balkáni (moesiai) elemek:
  - közönséges orgona (Syringa vulgaris) – Magyarországon nem őshonos!

- Nyugat-balkáni (illír) elemek:
  - pofók árvacsalán (Lamium orvala),
  - hármaslevelű fogasír (Cardamine trifolia, Syn: Dentaria trifolia),
  - illír sáfrány (Crocus tommasinianus),
  - magyar kikerics (Colchicum hungaricum),
  - zalai bükköny (Vicia oroboides).

### Szubatlanti-(szubmediterrán) elemek
Ilyen a Magyarországon élő növényfajok 3,5%-a.
- seprőzanót (Sarothamnus scoparius),
- csarab (Calluna vulgaris),
- rejtőke (Teesdalia nudicaulis).

### Északielemek
Ilyen a Magyarországon élő növényfajok 0,5%-a.
- tőzegeper (Comarum palustre),
- tőzegáfonya (Vaccinium oxycoccus),
- tőzegkáka (Rhynchospora alba).

### Havasi (alpin-szubalpin) elemek
Ilyen a Magyarországon élő növényfajok 2,5%-a.
- Valódi szubalpin elemek:
  - osztrák zergevirág (Doronicum austriacum).

- Szubalpin-boreális elemek:
  - havasi éger (Alnus viridis),
  - havasi ikravirág (Arabis alpina).

### Kárpátielemek
- - pirosló hunyor (Helleborus purpurascens),
  - tátrai hölgymál (Hieracium bupleuroides ssp. tatrae),
  - ősz bogáncs (Carduus glaucus),
  - magyar bogács (Carduus collinus),
  - kárpáti sáfrány (Crocus heuffelianus),
  - kárpáti kutyatej (Euphorbia carpatica),
  - magyar kőhúr (Minuartia frutescens).

### Pannóniai endemizmusok
Ilyen a Magyarországon élő növényfajok 2,7%-a.
A Pannonicum bennszülött elemei.
- A flóratartomány egész területén élő (szubendemikus) fajok (0,8%):
  - kései szegfű (Dianthus serotinus),
  - Sadler-imola (Centaurea sadleriana),
  - Janka-tarsóka (Thlaspi jankae),
  - szakállas csormolya (Melampyrum barbatum)
  - magyarföldi husáng (Ferula sadlerana).

- A flóratartomány egyes területein élő (valódi endemikus) fajok (1,9%):
  - dolomitlen (Linum dolomiticum),
  - magyar méreggyilok (Vincetoxicum pannonicum),
  - mecseki varjúháj (Sedum neglectum ssp. sopianae),
  - magyar vadkörte (Pyrus magyarica),
  - Hazslinszky-berkenye (Sorbus austriaca ssp. hazslinszkyana) és egyéb berkenye kisfajok.

### Adventív elemek
Ilyen a Magyarországon élő növényfajok 3,1%-a.
- Észak-Amerikából behurcolt elemek:
  - betyárkóró (Erigeron canadensis)
  - magas aranyvessző (Solidago gigantea),
  - fehér akác (Robinia pseudo-acacia).
  - zöld juhar (Acer negundo)

- Dél-Amerikából behurcolt elemek:
  - Kicsiny gombvirág (Galinsoga parviflora).

- A Mediterráneumból behurcolt elemek:
  - kék búzavirág (Centaurea cyanea)

- Ázsiából behurcolt elemek:
  - kisvirágú nenyúljhozzám (Impatiens parviflora),
  - nagyvirágú nenyúljhozzám (Impatiens glandulifera),
  - napraforgó szádorgó (Orobanche cumana).

- A trópusokról behurcolt elemek:
  - aszályfű (Eleusine indica).

## Magyarország vegetációs övei
1. Az erdős puszták övének része a Nagyalföld.
- Az északi erdős pusztán a magas füvű sztyepprétek juhar- és hárselegyes kocsánytalan tölgyesekkel váltakoznak mozaikszerűen úgy, hogy az erdőkben az erdős pusztai és árnyas erdei elemeknek váltakoznak foltszerűen. Ennek az övnek eredeti növénytársulásait jóformán csak pusztuló töredékek formájában ismerjük. Jellemző társulásai:

löszön (illetve iszapon):
tatár juharos lösztölgyes (Aceri tatarico - Quercetum),
mezei juharos tölgyesek (Aceri campestri – Quercetum roboris),
hársas–tölgyesek (Dictamno – Tilietum cordatae),
homokon pedig:
pusztai tölgyes (Festuco rupicolae – Quercetum roboris) és
gyöngyvirágos tölgyes (Convallario–Quercetum).
Elterjedése:
- - Tiszántúl,
  - Nyírség,
  - az Északi-középhegység előhegyei és öblözetei (részlegesen);

- A déli erdős puszta (szubmediterrán erdős puszta) jellemzője, hogy az alacsony füvű sztyepprétek sztyeppcserjésekkel és alacsony, lazább szerkezetű tölgyesekkel váltakoznak mozaikosan. A tölgyesekben:

szürke nyáras–tölgyes,
magyar nőszirmos tölgyes,
salamonpecsétes homoki tölgyes (Festuco rupicolae – Quercetum roboris)
molyhos tölgy is nő.
A tölgyesek nyáras-borókásokkal (Junipero-Populetum albae) és homokpusztai gyepekkel, illetve homokpusztarétekkel váltakoznak.
Elterjedése:
- - Duna–Tisza köze,
  - Dél-Alföld; elsősorban homokon.

2. A szubmediterrán molyhos tölgyesek öve:
- a Magyar-Középhegység délnek néző lejtői;
- a Mecsek és a Villányi-hegység 200–550 m között.

3. A szubkontinentális tölgyesek öve:
- a dombvidéken és a középhegységekben (200–550 m között).

4. A gyertyános-tölgyesek öve:
- a Nyugat-Dunántúl jelentős része (a Soproni-hegységtől a Kemeneshátig),
- a Dél-Dunántúl egyes tájai,
- a Magyar Középhegység 400–600 m között.

5. A szubmontán bükkösök öve:
- a Nyugat-Dunántúl jelentős része (a Soproni-hegységtől az Őrségig),
- a Zalai-dombság,
- a Zselic,
- az Északi-középhegység 600–800 m közötti régiói.

6. A montán bükkösök öve:
- Kőszegi-hegység,
- Vendvidék,
- az Északi-középhegység 800 m feletti régiói.

A szubkontinentális tölgyeseket a Nyugat-Dunántúlon részben fenyőelegyes tölgyesek váltják fel. Egyebekben Magyarországon klímazonális fenyvesek nem nőnek; a néhány ősfenyves folt (pl. Fenyőfő) jégkorszaki reliktum. Egyéb fenyőerdőinket az erdőgazdálkodásban időnként fölerősödő fenyőtelepítő divatok idején ültették (így például a Sopron környékieket zömmel a XIX. század végén, az Aggteleki Nemzeti Park fenyveseit a múlt század hatvanas éveiben).

## Magyarország növényzetének kialakulása
A Kárpátok felgyűrődése idején a Kárpát-medence éghajlata meleg és nedves, kiegyenlített szubtrópusi jellegű volt; ekkor képződtek az eocén, majd a miocén kor barnaszéntelepei. A miocén végén az éghajlat lassan hűvösebbé vált; az erdőségekben a juharok (Acer spp.), kőrisek (Fraxinus spp.), tölgyek (Quercus spp.) kerültek többségbe. A Kárpát-medence vegetációja ebben az időszakban a mainál jóval gazdagabb volt.
A 2-2,5 millió éve kezdődött jégkorszakban glaciális (hideg) és interglaciális (melegebb) időszakok váltogatták egymást. A növényfajok jelentős része kipusztult; mások a lehűlés elől „délre menekültek”. A legzordabb időszakokban az Alföld a mai Mongólia száraz kontinentális félsivatagi éghajlatára emlékeztetett.
Az utolsó eljegesedés után, 10-15 ezer éve az Alföld félsivatagos löszpuszta és erdőtundra növényzetének helyére összefüggő tajga települt; ezt az időszakot nevezzük fenyő-nyír korszaknak.
I. e. 7000 táján az éghajlat hirtelen felmelegedett és szárazzá vált. Az Alföld fátlan sztyeppé vált. Ezt az időszakot uralkodó növényéről mogyoró kornak nevezzük.
I. e. 5500–2500 között a klíma nedvesebbé vált és visszatelepültek a fák: ez az időszak a tölgy korszak – ekkor az Alföldet és a középhegységeket is kocsányos tölgyesek borították.
I. e. mintegy 2500 évvel, a bronzkorban egy lehűlés eredményeként a bükkösök leereszkedtek a hegyekből az Alföldre – ez volt a bükk korszak.
A maihoz hasonlóbb kép i. e. 800 táján alakult ki. Ekkor a Kárpát-medence mintegy 85%-át erdő borította, csak az összefüggő erdősüléshez túl száraz Nagyalföld volt erdős sztyepp, azaz olyan füves síkság, amit kisebb-nagyobb, lombos fákból álló ligetek-erdők tarkítottak. Emellett sok volt az úgynevezett vizes élőhely is:
- mocsár,
- láp,
- tó,
- ér,
- patak,
- folyómenti ártéri terület.

A honfoglalásig a prehisztorikus őslakók, a rómaiak és a népvándorlások hagytak maradandó nyomot erdőségeinkben. Több erdőt fölégettek, hogy gyarapítsák a legelő– és szántóterületeket, illetve erődöket építsenek, tűzifát vágjanak. Becslések szerint a honfoglalás idején az erdőterület 40% és 60% között lehetett. Ezután főleg az alföldi löszön és homokon növő erdők területe csökkent úgy, hogy a békésebb időszakokban helyenként lehetett némi visszaerdősülés is.
A 19. század elejéig a növekvő lakosság faigénye, a török hódoltság, az ipar és a mezőgazdaság fellendülése, a bányák és kohók működtetése miatt az addigi erdőterület a felére csökkent, és már csak az ország területének kevesebb mint 30%-át borította erdő. A legtöbb erdőt 1848 és 1878 között, a jobbágyfelszabadítás után irtották ki, alakították legelővé vagy szántóvá: a honfoglalás ezredik évfordulóján a mai Magyarország erdősültsége már csak 13% volt.
A mélyponton, a trianoni békeszerződést követően mindössze 11,8% volt az erdősültségünk – beszámítva már kultúrállományokat is. Ezután a „természetes erdők” területe ugyan tovább csökkent (7%-ra), de közben mintegy 600 ezer hektáron telepítettek erdőt és faültetvényt. Ma hazánk erdővel borított területe több mint 2 millió hektár.

## Magyarország jelenlegi növénytársulásai
Az atlanti és szubatlanti klímájú Nyugat- és Közép-Európában igen elterjedtek a savanyú kémhatású talajok, igen változatos a rajtuk kialakult növényzet – viszont igen szórványosan és többnyire töredékesen fordulnak elő például a termoxerofil szubmediterrán és szubkontinentális tölgyesek. Ezért egyes közép-európai növényföldrajzosok (Soó Rezső, Borhidi Attila stb.) jelentősen módosították, a hazai viszonyokra alkalmazták a Nyugat-Európában elfogadott növénytársulástani rendszert, míg mások az ott elfogadott kategóriák szerint írják le hazai növénytársulásainkat.
Az alábbiakban két beosztást ismertetünk, és az egyes növénytársulásokat is megpróbáljuk mindkét rendszer szerint besorolni, illetve leírni.

### Magyarország fátlan növénytársulásai
Magyarország fátlan növénytársulásainak döntő többsége edafikus, orografikus vagy antropogén hatásra jött létre. Klimatikus okok miatt csupán a löszpusztagyepek apró, erdőkkel váltakozó foltjai (erdős sztyeppek) – és az utóbbi évek kutatásai szerint egyes szikes növénytársulások – alakultak ki, ennél fogva csak ezeket tekinthetjük klímazonális társulásoknak. A biotikus hatások – például a vadállatok rendszeres legelése, az erdőket kipusztító fertőzések – valószínűleg alárendelt szerepet játszottak. A fátlan társulások kialakulása és fenntartása szempontjából emberi tevékenységek közül a kaszálás és a legeltetés a legjelentősebb: a legtöbb jelenlegi fátlan társulást ezek hozták létre, illetve tartják fenn.

#### Turcsányi Gábor, Turcsányiné Siller Irén, 2005: Növényföldrajz c. műve szerint
- hínárosok
- nádasok
- magassásosok
- iszapnövényzet
- mocsárrétek
- lápok
- láprétek
- magaskórós társulások
- üde kaszálórétek
- hegyi rétek
- hegyvidéki sovány gyepek
- csarabosok
- löszpusztagyepek
- homoki gyepek
- sziki gyepek
- sziklagyepek
- lejtősztyeppek
- üde szegélynövényzet
- vágásnövényzet
- szántóföldi (szegetális) gyomnövényzet
- ruderális gyomtársulások
- taposott területek gyomnövényzete
- útszéli gyomnövényzet
- mocsári gyomnövényzet

#### Borhidi Attila, 2003: Magyarország növénytársulásai c. műve szerint
1. Magyarország vízi növénytársulásai négy társulástani osztállyal:
- felszíni lebegőhínárok (Lemnetea de Bolós et Masclans,
- kisrencehínárok (Utricularietea intermedio-minoris Den Hartog & Segal, 1964),
- csillárkagyepek (Charetea fragilis (Fukarek 1961) Krausch 1964),
- rögzült hínárok (Potametea Klika in Klika & Novák 1941).

2. Magyarország mocsári és lápi növényzete hat társulástani osztállyal:
- atlanti-boreális tóparti gyepek (Isoëto-Litorelletea Br.-Bl. & Vlieger, 1937),
- törpekákás iszaptársulások (Isoëto-Nanojuncetea Br.-Bl. & R. Tx. ex Westhoff & al., 1946),
- nádasok és magassásosok (Phragmiti-Magnocaricetea Klika in Klika & Novák, 1941),
- forrásgyepek (Montio-Cardaminetea Br.-Bl. & R. Tx., 1943),
- tőzegmohás síklápok és dagadólápok semlyéktársulásai (Scheuchzerio-Caricetea fuscae R. Tx., 1937),
- dagadólápok (Oxycocco-Sphagnetea Br.-Bl. & R. Tx. ex Westhoff & al., 1946).

3. Magyarország kaszálói és magasfüvű rétjei egy társulástani osztállyal:
- magasfüvű rétek és kaszálók (Molinio-Arrhenatheretea R. Tx. 1937).

4. Magyarország sovány legelői és törpecserjései egy társulástani osztállyal:
- sovány legelők és félcserjések (Calluno-Ulicetea Br.-Bl. et R. Tx. ex Klika & Hadač 1944).

5. Kontinentális sziknövényzet három társulástani osztállyal:
- kontinentális sziki szukkulens és egyéves tófenék-vegetáció (Thero-Suaedetea Vicherek 1973 em. Borhidi, 2003),
- szikes puszták (Festuco-Puccinellietea Soó 1968 em. Borhidi 2003 hoc loco),
- szikes rétek (Scorzonero-Juncetea gerardii (Vicherek 1973) Golub et al., 2001).

6. Magyarország sziklahasadék-növényzete egy társulástani osztállyal:
- Fodorkás sziklahasadék-növényzet (Asplenietea trichomanis (Br.-Bl. in Meyer et Br.-Bl. 1934) Oberd. 1977).

7. Magyarország pionír és száraz gyepei két társulástani osztállyal:
- mészkerülő pionír gyepek és atlanti típusú homoki vegetáció (Koelerio-Corynephoretea Klika in Klika et Novák 1941),
- száraz és félszáraz sziklai és pusztai gyepek (Festuco-Brometea Br.-Bl. et R. Tx. ex Klika et Hadač 1944).

8. Magyarország gyomvegetációja hat társulástani osztállyal:
- vetési és ruderális gyomnövényzet (Stellarietea mediae R. Tx., Lohm. & Prsg. in R. Tx. 1950),
- útszéli gyomnövényzet (Artemisietea vulgaris Lohm. & al. in R. Tx. 1950)
- rizsvetések gyomnövényzete (Oryzetea sativae Miyawaki, 1960)
- mocsarak és folyóhordalékok gyomnövényzete (Bidentetea tripartiti R. Tx. & al. in R. Tx. 1950),
- árnyas-nyirkos termőhelyek ruderális szegélytársulásai (Galio-Urticetea Passarge ex Kopecký 1969),
- taposott gyomnövényzet (Polygono arenastri-Poëtea annuae Rivas-Martinez 1975 corr. Rivas-Martinez & al. 1991).

9. Magyarország erdőszegélyei egy társulástani osztállyal:
- lágyszárú erdőszegély-társulások (Trifolio-Geranietea sanguinei T. Müller 1961).

10. Magyarország vágásnövényzete egy társulástani osztállyal:
- erdei vágásnövényzet (Epilobietea angustifolii R. Tx. & Prsg. in R. Tx. 1950).

### Magyarország erdőtársulásai
Erdeink faállomány-összetétele igen változatos. Botanikusok becslése szerint egy-egy erdőtársulásunkban többnyire 5–15 fafaj nő. Az őshonos fafajokból álló, „természetközeli” erdők mellett sok az idegenföldi fafajokból álló kultúrerdő és ültetvény. Az erdők zömét a középhegységekben találjuk – alföldi erdeink a mezőgazdaság és a 19. századi vízrendezés áldozataivá váltak. Tizenkilenc vármegyénk erdősültsége jelentősen különböző: Békés vármegye területének csupán 4%-át borítják erdők, Nógrádban viszont 37% ez az arány. A nagytájak közül a legerdősültebb Észak-Magyarország: 27%. Ez az érték a Dunántúlon 23%, az Alföldön 12%.
Az erdőterület 56%-án őshonos, 44%-án idegenföldi, meghonosodott fafajok (akác, vörös tölgy, fenyők vagy klónozott fajták (nemes nyárak) nőnek. Egyes fajok általánosan elterjedtek, mások csak Nyugat- vagy Dél-Dunántúlon fordulnak elő, megint mások csak egy-egy kisebb területen találhatók meg.
Nyáras-borókások főleg az Alföldön nőnek, ligetszerűen. A láperdők, ártéri erdők a lecsapolások, folyószabályozások miatt már csak kis területen maradtak fenn; jellemző fájuk az éger (Alnus spp.). Nagyobb folyóink mentén fűz-, illetve nyár ligeterdők, a magasabb részeken a keményfaligetek a jellemzők. Az alföldi tölgyesek csak elszórtan, kis területen maradtak fenn. Hegyvidéki tölgyesek középhegységeinkben és a Dunántúli-dombságon találhatók: tipikus fafajaik a csertölgy és a kocsánytalan tölgy. A középhegységek száraz, sziklás déli oldalain él a molyhos tölgy. A gyertyános–tölgyesek az Alföld kivételével termékeny talajon sokfelé megtalálhatók. Összefüggő bükkösök a Nyugat-Dunántúlon és a középhegységek 600 méternél magasabb részein nőnek. A fenyvesek nagy többsége nem őshonos (telepített).

#### Turcsányi Gábor, Turcsányiné Siller Irén, 2005: Növényföldrajz c. műve szerint
- tatárjuharos lösztölgyesek (Aceri tatarico-Quercetum)
- cseres-tölgyesek (Quercetum petreae-cerris)
- gyertyános-tölgyesek (Querco petreae-Carpinetum)
- bükkösök
- fenyvesek
- talajvíz által befolyásolt intrazonális erdők
- A talaj fizikai vagy kémiai tulajdonságai által befolyásolt erdőtársulások
- A szubmediterrán jellegű tölgyesek és az elegyes karszterdők
- A kontinentális jellegű tölgyesek
- A sziklai és a törmeléklejtő-erdők

#### Borhidi Attila, 2003: Magyarország növénytársulásai c. műve szerint
1. Magyarország cserjései egy társulástani osztállyal:
- száraz és mezofil cserjések (Rhamno-Prunetea Rivas-Goday et Borja 1961).

2. lomblevelű erdők négy társulástani osztállyal:
- folyóparti füzesek (Salicetea purpureae Moor 1958),
- láperdők és lápcserjések (Alnetea glutinosae Br.-Bl. & Tx. ex Westhoff & al. 1946),
- mezofil lombos erdők (Querco-Fagetea Br.-Bl. & Vlieger in Vlieger 1937 em. Borhidi 1996),
- szubmediterrán és szubkontinentális xeroterm erdők (Quercetea pubescentis (Doing 1955) Scamoni & Passarge 1959).

3. tűlevelű erdők és rokon társulások három társulástani osztállyal:
- xeroterm fenyvesek (Erico-Pinetea I. Horvat 1959),
- kontinentális xeroterm fenyvesek (Pulsatillo-Pinetea Oberd. in Oberd. et al. 1967)
- hegyvidéki tűlevelű erdők (Vaccinio-Piceetea Br.-Bl. in Br.-Bl. et al. 1939).

4. Haszonfaültetvények és származéktársulásaik egy társulástani osztállyal:
- akácosok (Robinetea Jurko ex Hadač & Sofron 1980).

#### Kevey Balázs: Magyarország erdőtársulásai c. műve szerint
1. divízió: Európai lombhullató erdők (mérsékelt égövi lombhullató erdők; Querco-Fagea Jakucs, 1967)
1.1. folyóparti bokorfüzesek és puhafás ligeterdők (Salicetea purpureae Moor, 1958) osztálya
1.2. mocsári és lápi fás társulások (Alnetea glutinosae Br.-Bl. & Tx. ex Westhoff & al. 1946) osztálya,
1.3. üde lomberdők (Querco-Fagetea Br.-Bl. & Vlieger in Vlieger 1937 em. Borhidi 1996) osztálya,
1.4. európai szubmediterrán és szubkontinentális száraz erdők (Quercetea pubescentis-petreae (Oberd 1948.) Jakucs, 1960) osztálya.
2. divízió: tűlevelű erdők (Abieti-Piceea Hadač 1967)
2.1. alpesi és nyugat-balkáni xeroterm fenyvesek (Erico-Pinetea I. Horvat 1959) osztálya,
2.2. szubkontinentális-kontinentális, mészkedvelő erdeifenyvesek (Pulsatillo-Pinetea Oberd. in Oberd. et al. 1967) osztálya,
2.3. mészkerülő és lápi tűlevelű erdők (Vaccinio-Piceetea Br.-Bl. in Br.-Bl. et al. 1939) osztálya
Amint látható, a több művet közösen is publikáló Borhidi és Kevey felosztása csaknem azonos; a nyugat-európai nomenklatúrához jól illeszkedik. Csekély tartalmi különbség csak a száraz erdők besorolásánál van; egyebekben a fő eltérés a taxonok magyar megnevezése. Kevey a haszonfaültetvényeket és származéktársulásaikat nem tekinti erdőtársulásoknak.